# Hope to See Another Day Live
Hope to See Another Day Live – pierwsze DVD warszawskiego zespołu Believe. Zawiera nagranie występu z katowickiego Teatru Śląskiego, gdzie zespół zagrał przed legendą polskiej sceny muzycznej SBB. Poza materiałem pochodzącym głównie z debiutanckiego krążka formacji Hope to See Another Day, znalazły się na również na nim: wywiad z liderem zespołu Mirkiem Gilem oraz wokalistą i gitarzystą Tomkiem Różyckim, galeria zdjęć, biografia grupy i inne dodatki.
Wydawnictwo dostępne jest również w limitowanej wersji swing case, zawierającej dodatkową płytę audio CD z utworami zarejestrowanymi w trakcie koncertu w Katowicach.

## Lista utworów

### DVD
1. „Liar”
2. „Needles in My Brain”
3. „What Is Love”
4. „Pain”
5. „Don't Tell Me”
6. „Seven Days”
7. „Memories”
8. „Beggar”
9. „Coming Down”
10. „Hope to See Another Day"

### CD (tylko w limitowanej wersji swing case)
1. „Liar”
2. „Needles in My Brain”
3. „What Is Love”
4. „Pain”
5. „Don't Tell Me”
6. „Seven Days”
7. „Memories”
8. „Beggar”
9. „Coming Down”
10. „Hope to See Another Day"

Bonus audio
1. „What They Want (Is My Life)”
2. „Unfaithful"

### Dodatki
1. Wywiad z Mirkiem Gilem i Tomkiem Różyckim
2. Biografia
3. Dyskografia
4. Galeria zdjęć
5. Linki WWW

## Twórcy
- Mirek Gil – gitara
- Tomek Różycki – śpiew, gitara
- Przemas Zawadzki – gitara basowa
- Vlodi Tafel – perkusja
- Satomi Yasutaniya – skrzypce

gościnnie
- Adam Miłosz – instrumenty klawiszowe